# Rohov (okres Senica)
Rohov (maďarsky Rohó) je obec na Slovensku v okrese Senica. Žije zde 383 obyvatel.

## Přírodní podmínky
Obec leží uprostřed Myjavské pahorkatiny, v údolí Paseckého potoka. Nadmořská výška se v katastru obce pohybuje mezi 205 až 350 metry. Pahorkatý povrch katastru tvoří mladší třetihorní jíly, pískovce, štěrky a na povrchu částečně třetihorní spraš. Nachází se zde sirnatý pramen.

## Dějiny
První písemná zmínka o Rohově pochází z roku 1394. Podle oficiálních pramenů z roku 1471 obec patřila pánům hradu Branč. Již v roce 1720 byly v obci vinice. V roce 1752 žilo v Rohově 18 rodin, v roce 1787 již bylo v obci 60 domů a 333 obyvatel. V roce 1828 zde bylo 44 domů a 307 obyvatel. Většina obyvatel se původně zabývala vinohradnictvím a později zemědělstvím. V roce 1843 byl Rohov veden jako slovenská obec, ve které žije 302 obyvatel, z toho 256 katolíků, 15 evangelíků a 31 Židů. Ráz obce se zachoval i po roce 1918, v roce 1924 byl v Rohově velký požár.
Do roku 1948 v obci fungoval vodní mlýn. Odkdy byl v obci se neví, zachovala se však originální listina, kde baron Jozef Horecký pronajal mlýn v letech 1769 – 1790 rodině Zelenků.
V roce 1960 se obec Rohov sloučila s obcí Rybky a vznikla obec Rohovské Rybky. V roce 1990, v důsledku změn a následným zvýšením pravomocí rozhodování obecních zastupitelstev, se Rohovské Rybky rozčlenili.

## Název obce
Název Rohov vznikl podle polohy prvního domu. Stál na rohu lesa a jeho vlastníkem byl mlynář. Z toho vznikl zjednodušením název Rohov.

## Památky
- Zámeček – klasicistní stavba postavená v první čtvrtině 19. století s použitím starší stavby.[3]
- Římskokatolický kostel – renesanční stavba s pozdějšími barokními úpravami postavena v letech 1628-1636, přestavěna v polovině 18. století. Kolem kostela je vysoká ohrada, která sloužila ve válečných časech 17. a 18. století jako obranná zeď.[4]
- Kamenná socha sv. Floriána – rokoková z poloviny 18. století. Celková postava světce ve vlajícím rouchu na vysokém podstavci.
- Mariánský sloup – postaven před kostelem se sochou Immaculaty, kamennou plastikou neobarokních tvarů z roku 1873.

## Osobnosti obce
- Dezider Janda (1913 - 1965), herec a režisér